# Cuvergnon
Cuvergnon est une commune française située dans le département de l'Oise en région Hauts-de-France.

## Géographie

### Description

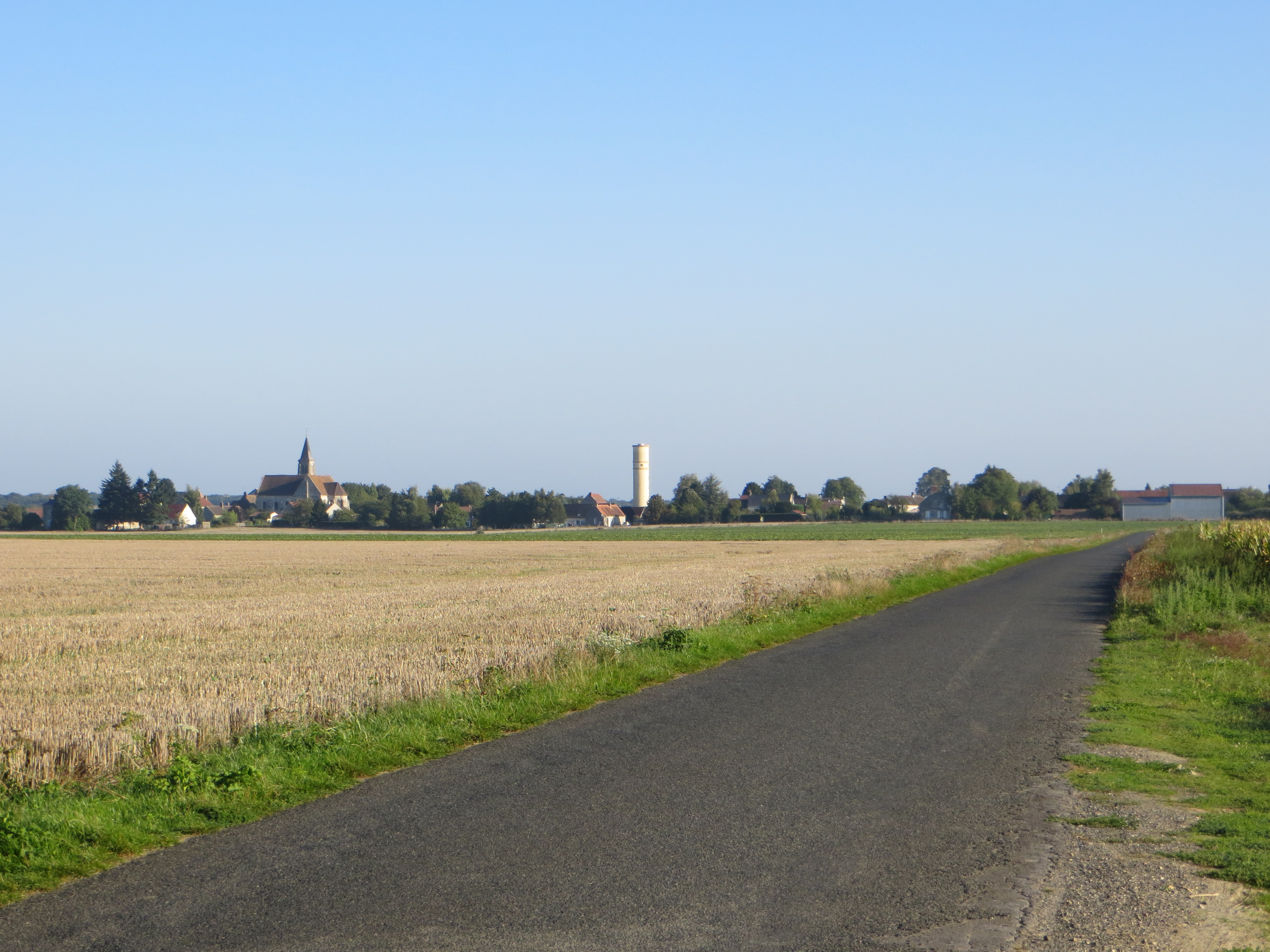
Vue générale.

Cuvergnon est un village rural picard du Valois situé dans l'Oise, limitrophe du département de l'Aisne, à 30 km au sud-est de Compiègne, 33 km au sud-ouest de Soissons, 76 km à l'est de Reims, 25 km au nord de Meaux et à 58 km au nord-est de Paris.
Il est aisément accessible depuis la route nationale 2.
En 1851, Louis Graves indiquait que le territoire communal était « de forme ovalaire » et constituait « un plateau découvert, dépourvu d'eau, raviné vers l'ouest et vers la limite méridionnale ».

### Communes limitrophes
Les communes limitrophes sont Coyolles, Antilly, Bargny, Ivors et Thury-en-Valois.
|        | Coyolles Aisne | Coyolles Aisne  |
| Bargny | Cuvergnon      |                 |
|        | Antilly        | Thury-en-Valois |

### Hydrographie
La commune est située dans le bassin Seine-Normandie. Elle n'est drainée par aucun cours d'eau,.

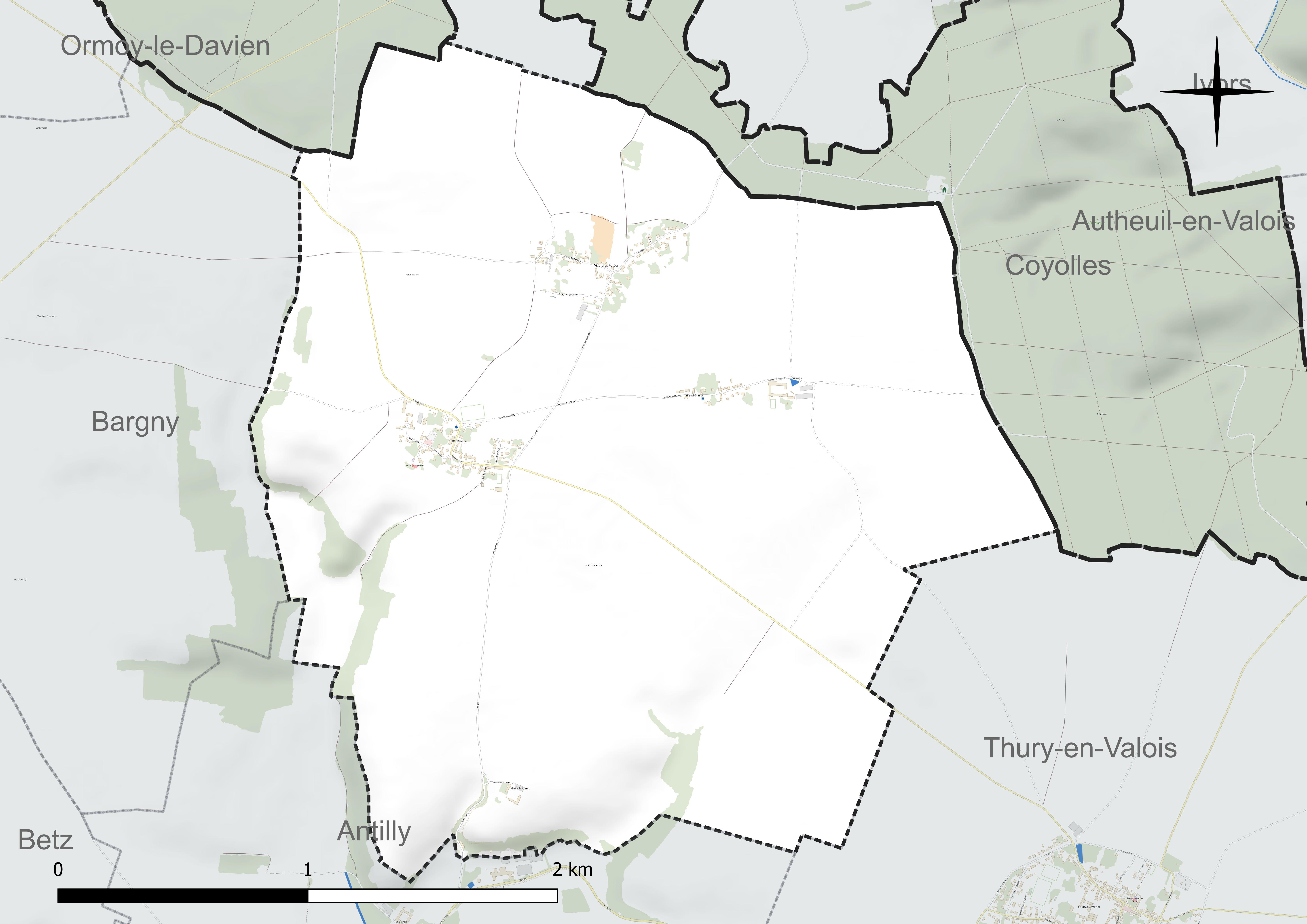
Réseau hydrographique de Cuvergnon.

### Climat
Pour des articles plus généraux, voir Climat des Hauts-de-France et Climat de l'Oise.
En 2010, le climat de la commune est de type climat océanique dégradé des plaines du Centre et du Nord, selon une étude du CNRS s'appuyant sur une série de données couvrant la période 1971-2000. En 2020, Météo-France publie une typologie des climats de la France métropolitaine dans laquelle la commune est exposée à un climat océanique altéré et est dans la région climatique  Nord-est du bassin Parisien, caractérisée par un ensoleillement médiocre, une pluviométrie moyenne régulièrement répartie au cours de l'année et un hiver froid (3 °C). 
Pour la période 1971-2000, la température annuelle moyenne est de 10,7 °C, avec une amplitude thermique annuelle de 15,2 °C. Le cumul annuel moyen de précipitations est de 718 mm, avec 11,2 jours de précipitations en janvier et 8,6 jours en juillet. Pour la période 1991-2020, la température moyenne annuelle observée sur la station météorologique la plus proche, située sur la commune du Plessis-Belleville à 19 km à vol d'oiseau, est de 11,4 °C et le cumul annuel moyen de précipitations est de 661,7 mm,. Pour l'avenir, les paramètres climatiques de la commune estimés pour 2050 selon différents scénarios d'émission de gaz à effet de serre sont consultables sur un site dédié publié par Météo-France en novembre 2022.

## Urbanisme

### Typologie
Au 1er janvier 2024, Cuvergnon est catégorisée commune rurale à habitat dispersé, selon la nouvelle grille communale de densité à sept niveaux définie par l'Insee en 2022.
Elle est située hors unité urbaine. Par ailleurs la commune fait partie de l'aire d'attraction de Paris, dont elle est une commune de la couronne,. 

### Occupation des sols
L'occupation des sols de la commune, telle qu'elle ressort de la base de données européenne d'occupation biophysique des sols Corine Land Cover (CLC), est marquée par l'importance des territoires agricoles (99,6 % en 2018), une proportion identique à celle de 1990 (99,6 %). La répartition détaillée en 2018 est la suivante : 
terres arables (92,3 %), zones agricoles hétérogènes (7,3 %), milieux à végétation arbustive et/ou herbacée (0,4 %). L'évolution de l'occupation des sols de la commune et de ses infrastructures peut être observée sur les différentes représentations cartographiques du territoire : la carte de Cassini (XVIIIe siècle), la carte d'état-major (1820-1866) et les cartes ou photos aériennes de l'IGN pour la période actuelle (1950 à aujourd'hui).

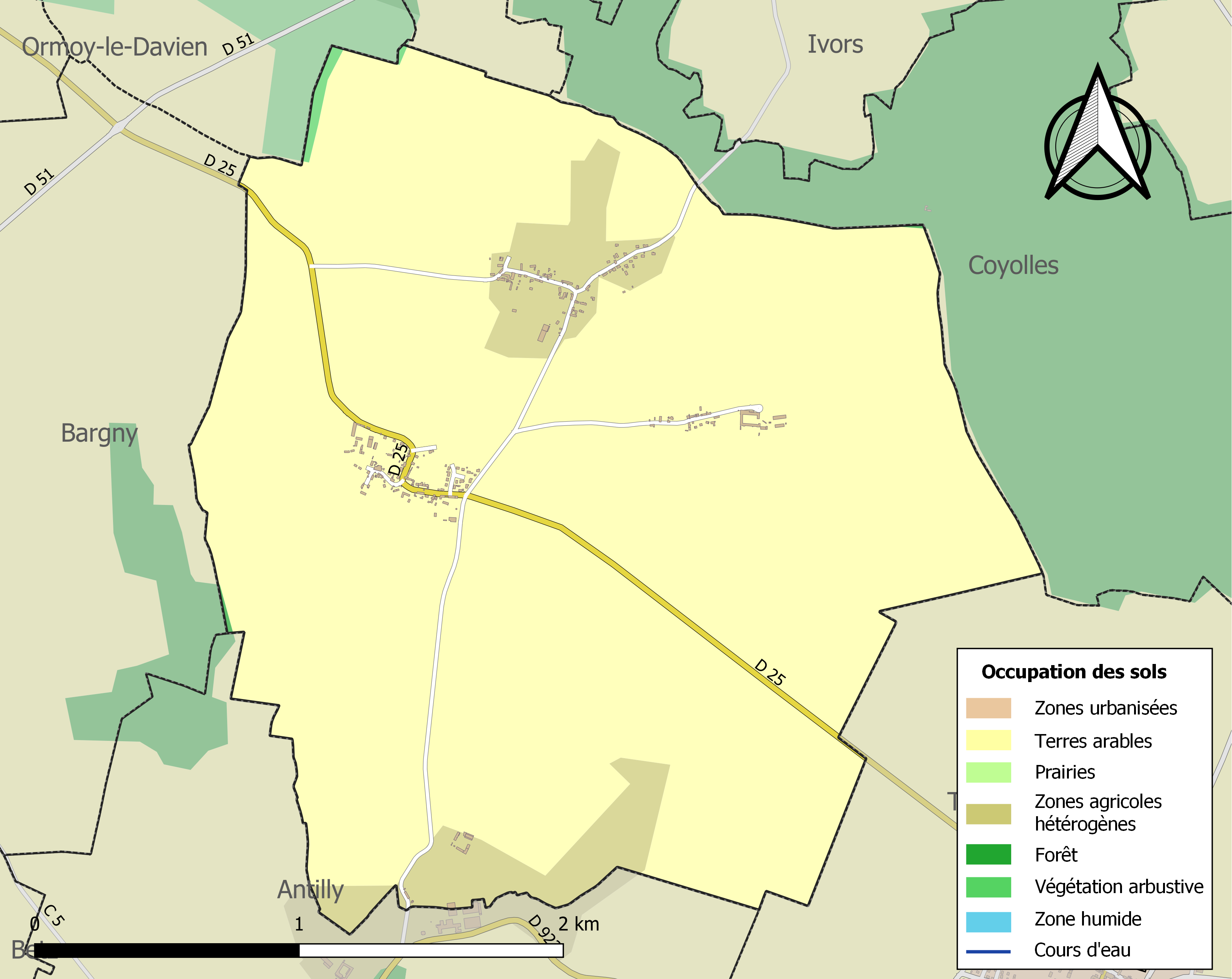
Carte des infrastructures et de l'occupation des sols de la commune en 2018 (CLC).

### Lieux-dits, hameaux et écarts
Au nord du chef-lieu de la commune se trouve le hameau de Villers-les-Potées.

### Habitat et logement
En 2008 et  2018 , le nombre total de logements dans la commune était de 131, alors qu'il était de 126 en 2008.
En 2018, parmi ces logements, 86,4 % étaient des résidences principales, 6,8 % des résidences secondaires et 6,8 % des logements vacants. Ces logements étaient pour 99,2 % d'entre eux des maisons individuelles et pour 0,8 % des appartements.
Le tableau ci-dessous présente la typologie des logements à Cuvergnon en 2018 en comparaison avec celle de l'Oise et de la France entière. Une caractéristique marquante du parc de logements est ainsi une proportion de résidences secondaires et logements occasionnels (6,8 %) supérieure à celle du département (2,5 %) et à celle de la France entière (9,7 %). Concernant le statut d'occupation de ces logements, 81,6 % des habitants de la commune sont propriétaires de leur logement (83,6 % en 2013), contre 61,4 % pour l'Oise et 57,5 pour la France entière.
| Typologie                                               | Cuvergnon | Oise | France entière |
| ------------------------------------------------------- | --------- | ---- | -------------- |
| Résidences principales (en %)                           | 86,4      | 90,4 | 82,1           |
| Résidences secondaires et logements occasionnels (en %) | 6,8       | 2,5  | 9,7            |
| Logements vacants (en %)                                | 6,8       | 7,1  | 8,2            |

### Voies de communication et transports
La commune est desservie, en 2023, par la ligne 6431 du réseau interurbain de l'Oise.

## Toponymie
Le nom de la localité est attesté sous les formes Cuvernio (vers 1130) ; in potestates de cuvergnon (vers 1200) ; Nicholai de cuvergon (vers 1200) ; Cuvergnon (vers 1220) ; Ysabiaus de cuvergnon (1270) ; Cuvregnon (1270) ; Cufarno (1240) ; Cuvergnon en valois (1397) ; Cuvernion (1548) ; Cuvernyon (1548) ; Cuvernon (1667) ; Cuverniacensis in valesia (1727).

Du latin gubernio ( n ) « pilote , chef », « gouverneur ».
Les Potées, ancien nom de Villers-les-Potées, hameau de la commune de Cuvergnon, attesté sous les formes Villare ad forestam (1152) ; in potestate de Cuvergnon et de Vilers (vers 1200) ; Vilers les poestez (vers 1269) ; Arnulfo de Vilers les Poestes (vers 1269) ; Villiers les potez (1548) ; Villers les forets (1550) ; Villers Potez (vers 1700) ; Villers les portez (1764) ; Villers-les-Pottez (1840) ; Villers-les-Potez (XIXe) ; Villers-les-Potées (1834).

Du latin populaire potesta, de l'oïl poesté « seigneurie , étendue de la domination du seigneur, juridiction , district » ; La graphie -ées est du XIXe siècle.

## Histoire
Selon Louis Graves, « cette commune était partagée en plusieurs fiefs ou seigneuries. Une partie de Cuvergnon, avec plusieurs hameaux, appartenait dans le dix-huitième siècle, à la maison de Vassan. Victor de Riquety, marquis de Mirabeau, qui en était possesseur en 1769, obtint, le 29 novembre de cette année, des lettres de terrier[C'est-à-dire ?].
L'autre partie de Cuvergnon dépendait de la seigneurie d'Antilly ».
Au milieu du XIXe siècle, il indiquait « Il y a, dans cette commune, un pèlerinage fort ancien les premiers dimanches de mai et d'octobre, jours de fête patronale. On y vient invoquer Saint-Vast dans l'intérêt des enfants infirmes. Après les prières dans l'église, on se rend à la pierre saint Vast, qui est un bloc de grès sur le chemin de Balagny, pour y prier de nouveau et en faire le tour avec les petits malades : cet usage attire un assez grand concours.
Un autre pèlerinage, aujourd'hui abandonné, avait lieu le jour de saint Marcou, deuxième patron du lieu, pour implorer
la guérison des maladies scrophuleuses.
La population jouit, dans la forêt de Retz , de droits d'usage pour l'exercice desquels elle payait autrefois, chacun an, trois muids d'avoine, trois chapons et quatre fouassins (galettes) ».
A la même époque, la commune disposait d'une école, donnée par M. Lefevre, ancien curé, une place plantée, un  terrain de jeu d'arc réalisé par M.. Lacorne. La population vivait de l'agriculture et de l'exploitation forestière.

## Politique et administration

### Rattachements administratifs et électoraux

#### Rattachements administratifs
La commune se trouve dans l'arrondissement de Senlis du département de l'Oise.
Elle faisait partie depuis 1802 du canton de Betz. Dans le cadre du redécoupage cantonal de 2014 en France, cette circonscription administrative territoriale a disparu, et le canton n'est plus qu'une circonscription électorale.

#### Rattachements électoraux
Pour les élections départementales, la commune fait partie depuis 2014 du canton de Nanteuil-le-Haudouin
Pour l'élection des députés, elle fait partie de la quatrième circonscription de l'Oise.

### Intercommunalité
Cuvergnon est membre de la communauté de communes du Pays de Valois, un établissement public de coopération intercommunale (EPCI) à fiscalité propre créé fin 1996 et auquel la commune a transféré un certain nombre de ses compétences, dans les conditions déterminées par le code général des collectivités territoriales.

### Liste des maires
| Période                                  | Période                    | Identité                | Étiquette | Qualité                        |
| ---------------------------------------- | -------------------------- | ----------------------- | --------- | ------------------------------ |
| Les données manquantes sont à compléter. |                            |                         |           |                                |
| 1880                                     |                            | Pierre Augustin Lacorne |           |                                |
| Les données manquantes sont à compléter. |                            |                         |           |                                |
| mars 2001                                | 2014                       | Dominique Proffit       |           |                                |
| 2014                                     | En cours (au 7 avril 2022) | Yann Leyris             |           | Réélu pour le mandat 2020-2026 |

## Équipements et services publics

### Enseignement
Les enfants de la commune sont scolarisés avec ceux de La Villeneuve-sous-Thury, Autheuil-en-Valois, Ivors et Boursonne dans le cadre d'un regroupement pédagogique commun (RPC) dont l'école a été construite à Cuvergnon.

## Population et société

### Démographie

#### Évolution démographique
L'évolution du nombre d'habitants est connue à travers les recensements de la population effectués dans la commune depuis 1793. Pour les communes de moins de 10 000 habitants, une enquête de recensement portant sur toute la population est réalisée tous les cinq ans, les populations de référence des années intermédiaires étant quant à elles estimées par interpolation ou extrapolation. Pour la commune, le premier recensement exhaustif entrant dans le cadre du nouveau dispositif a été réalisé en 2004.

En 2022, la commune comptait 315 habitants, en évolution de +9,38 % par rapport à 2016 (Oise : +0,87 %, France hors Mayotte : +2,11 %).
| 1793 | 1800 | 1806 | 1821 | 1831 | 1836 | 1841 | 1846 | 1851 |
| ---- | ---- | ---- | ---- | ---- | ---- | ---- | ---- | ---- |
| 278  | 299  | 321  | 320  | 325  | 339  | 305  | 300  | 297  |

| 1856 | 1861 | 1866 | 1872 | 1876 | 1881 | 1886 | 1891 | 1896 |
| ---- | ---- | ---- | ---- | ---- | ---- | ---- | ---- | ---- |
| 291  | 297  | 275  | 278  | 278  | 285  | 302  | 279  | 303  |

| 1901 | 1906 | 1911 | 1921 | 1926 | 1931 | 1936 | 1946 | 1954 |
| ---- | ---- | ---- | ---- | ---- | ---- | ---- | ---- | ---- |
| 282  | 231  | 201  | 271  | 252  | 249  | 247  | 269  | 229  |

| 1962 | 1968 | 1975 | 1982 | 1990 | 1999 | 2004 | 2006 | 2009 |
| ---- | ---- | ---- | ---- | ---- | ---- | ---- | ---- | ---- |
| 229  | 206  | 201  | 221  | 279  | 317  | 314  | 314  | 315  |

| 2014 | 2019 | 2022 | - | - | - | - | - | - |
| ---- | ---- | ---- | - | - | - | - | - | - |
| 294  | 297  | 315  | - | - | - | - | - | - |

#### Pyramide des âges
La population de la commune est relativement jeune.
En 2018, le taux de personnes d'un âge inférieur à 30 ans s'élève à 32,6 %, soit en dessous de la moyenne départementale (37,3 %). À l'inverse, le taux de personnes d'âge supérieur à 60 ans est de 22,2 % la même année, alors qu'il est de 22,8 % au niveau départemental.
En 2018, la commune comptait 153 hommes pour 141 femmes, soit un taux de 52,04 % d'hommes, largement supérieur au taux départemental (48,89 %).
Les pyramides des âges de la commune et du département s'établissent comme suit.
| Hommes | Classe d’âge | Femmes |
| ------ | ------------ | ------ |
| 0,6    | 90 ou +      | 1,4    |
| 2,6    | 75-89 ans    | 4,2    |
| 18,7   | 60-74 ans    | 16,9   |
| 25,8   | 45-59 ans    | 31,0   |
| 17,4   | 30-44 ans    | 16,2   |
| 14,2   | 15-29 ans    | 14,1   |
| 20,6   | 0-14 ans     | 16,2   |

| Hommes | Classe d’âge | Femmes |
| ------ | ------------ | ------ |
| 0,5    | 90 ou +      | 1,4    |
| 5,5    | 75-89 ans    | 7,6    |
| 15,6   | 60-74 ans    | 16,3   |
| 20,8   | 45-59 ans    | 20     |
| 19,4   | 30-44 ans    | 19,4   |
| 17,6   | 15-29 ans    | 16,2   |
| 20,6   | 0-14 ans     | 19,1   |

## Lieux et monuments

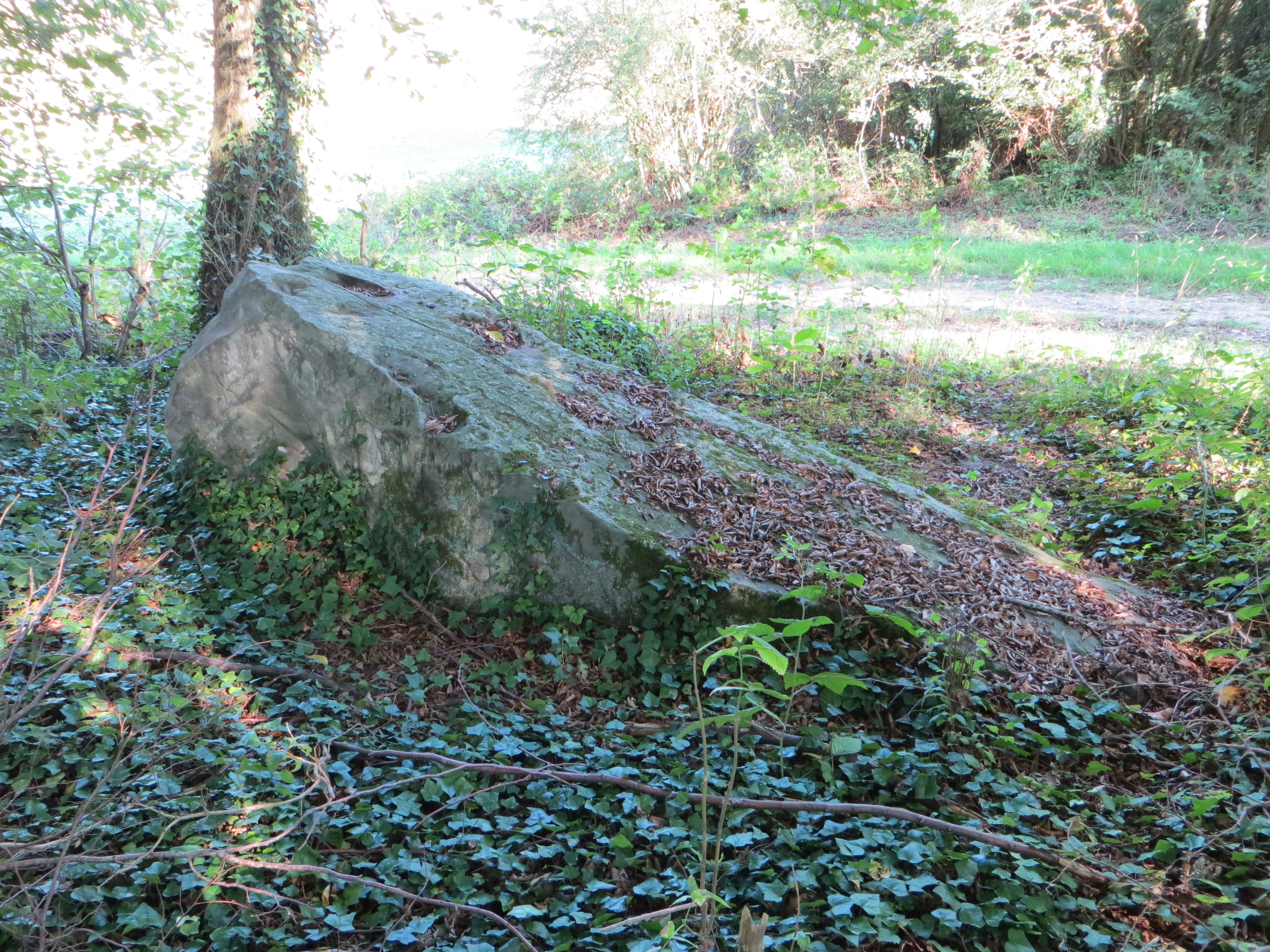
Pierre Saint-Vaast.

- La Pierre Saint Vaast : 
Ce monolithe de grès couché, de 3,50 mètres de long, 1,50 mètre de large et 1,10 mètre de hauteur maximale, formant plan incliné. Elle est située près de la limite communale, à gauche du chemin qui mène à Bargny. 
Le rocher fait référence à une légende concernant saint Vaast, évêque d'Arras et de Cambrai. Celui-ci aurait domestiqué un ours et l'aurait attaché à une longe. Sur la face supérieure du rocher, on montre les traces des pas de l'ours et de la chaîne à laquelle il était attaché. 
Jusque vers 1920, les 6 février, la Pierre Saint Vaast fut un lieu de pèlerinage local. On y menait les enfants qui avaient du mal à marcher. Il faut dire que saint Vaast, patron de la paroisse de Cuvergnon, se prononce localement "Va"[29] et que l'ordre que l'on donnait aux enfants lâchés sur la pierre ("Vas-y !") faisait jeu de mots avec le nom du saint.
- L'église Saint-Vaast, de la fin du XVIe siècle, possède des restes des XIIe et XIIIe siècles. 
La partie la plus remarquable est le portail en plein cintre[30], avec trois colonnettes différemment ornées. Ce portail, qui date du début du XIIe siècle, est très proche de celui de Marolles. À l'intérieur de l'église, un tableau représente saint Vaast accueillant un enfant qui apprend à marcher (voir la Pierre Saint-Vaast)[31].

L'église Saint-Vaast
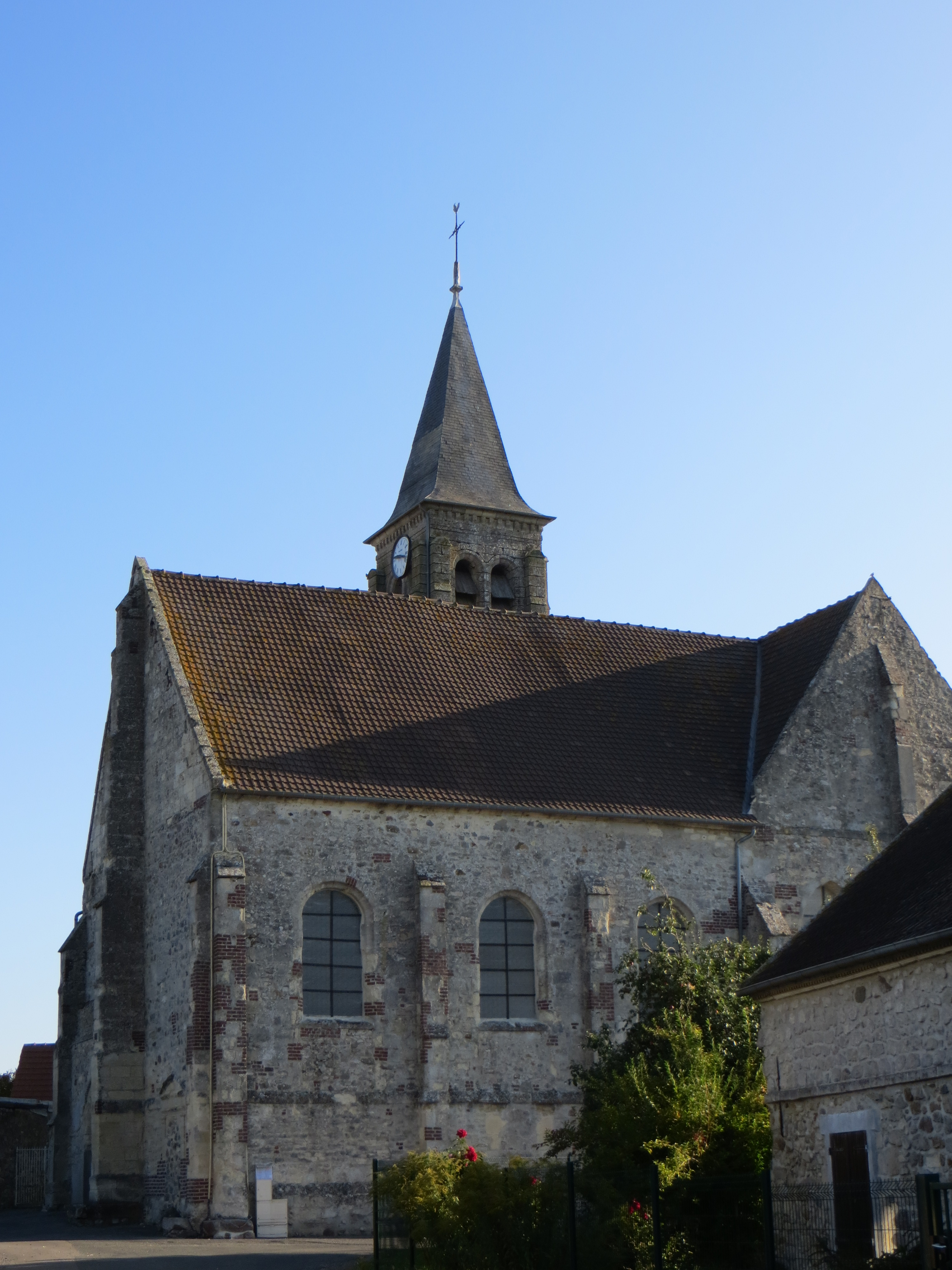
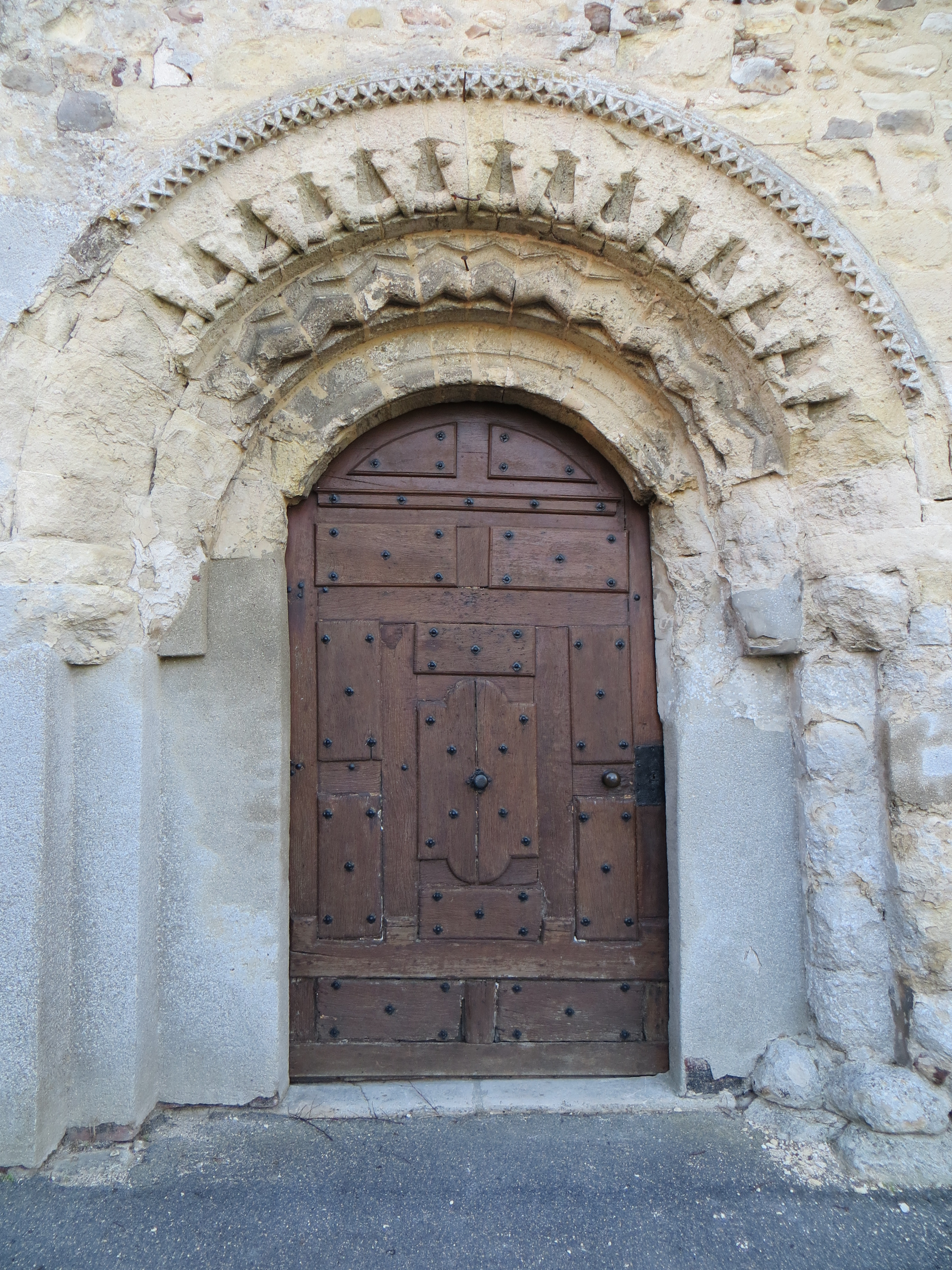
Le portail de l'église
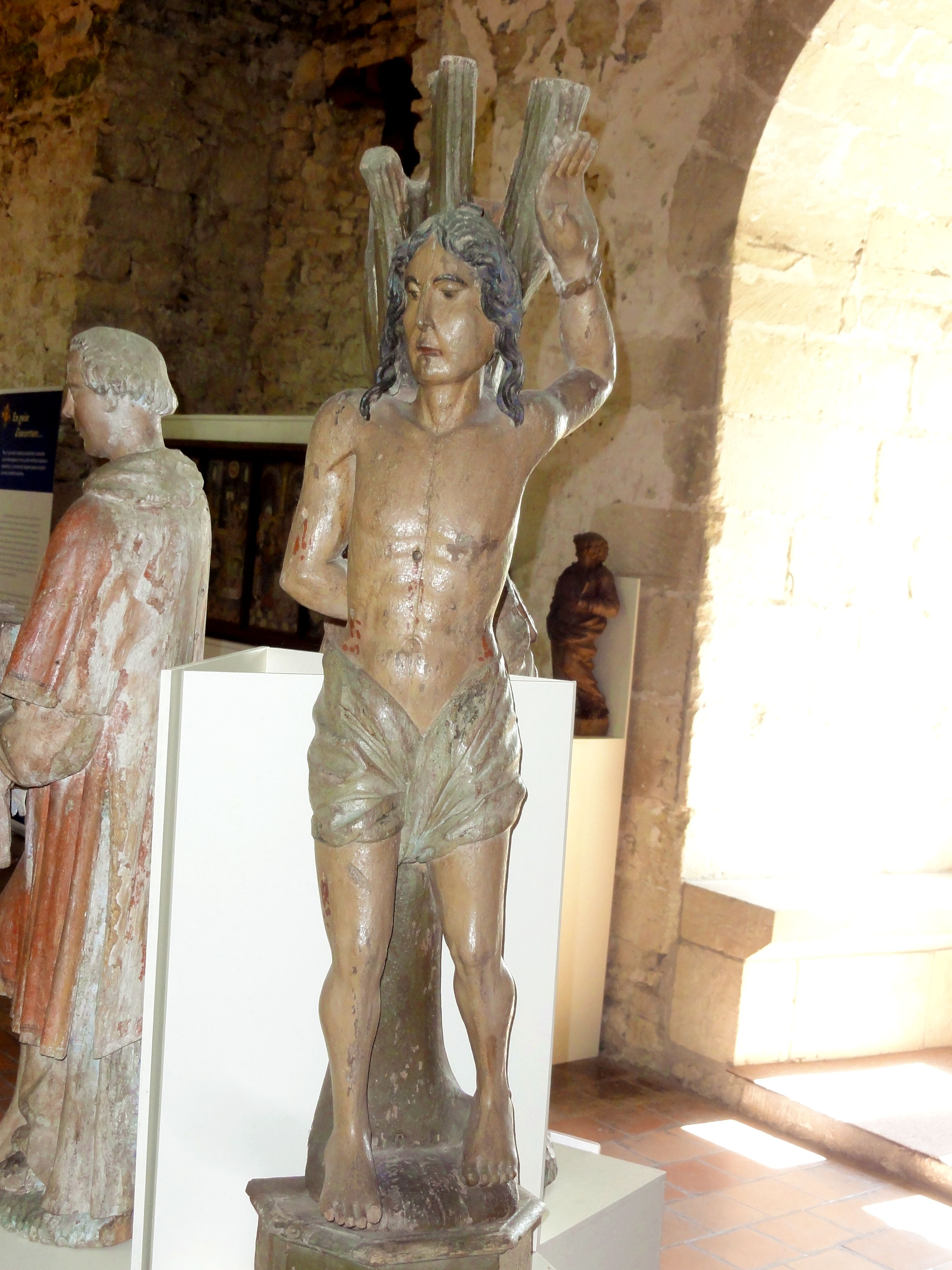
Saint Sébastien Statue en bois polychrome du XVIe siècle

- Le mausolée de la famille Lacorne, de style néo-gothique, est construit au milieu du XIXe siècle par Pierre-Auguste Lacorne, maire. Il est situé à mi-chemin de Cuvergnon et de Villers-les-Potées[32].

## Personnalités liées à la commune
- Palmyre Levasseur, 1888-1963), actrice française, y est née..

## Héraldique
| Blason de Cuvergnon | Blason  | Parti: au 1er de gueules à la bande vivrée d'argent, au 2e d'azur à l'ours rampant et contourné d'or senestré en chef d'une fleur de lis du même; le tout sommé d'un chef vairé d'or et d'azur de deux tires. |
| Blason de Cuvergnon | Détails | Le statut officiel du blason reste à déterminer. |